# Kappengeier
Der Kappengeier (Necrosyrtes monachus) ist eine Greifvogelart aus der Familie der Habichtartigen und einziger Vertreter seiner Gattung.

## Beschreibung

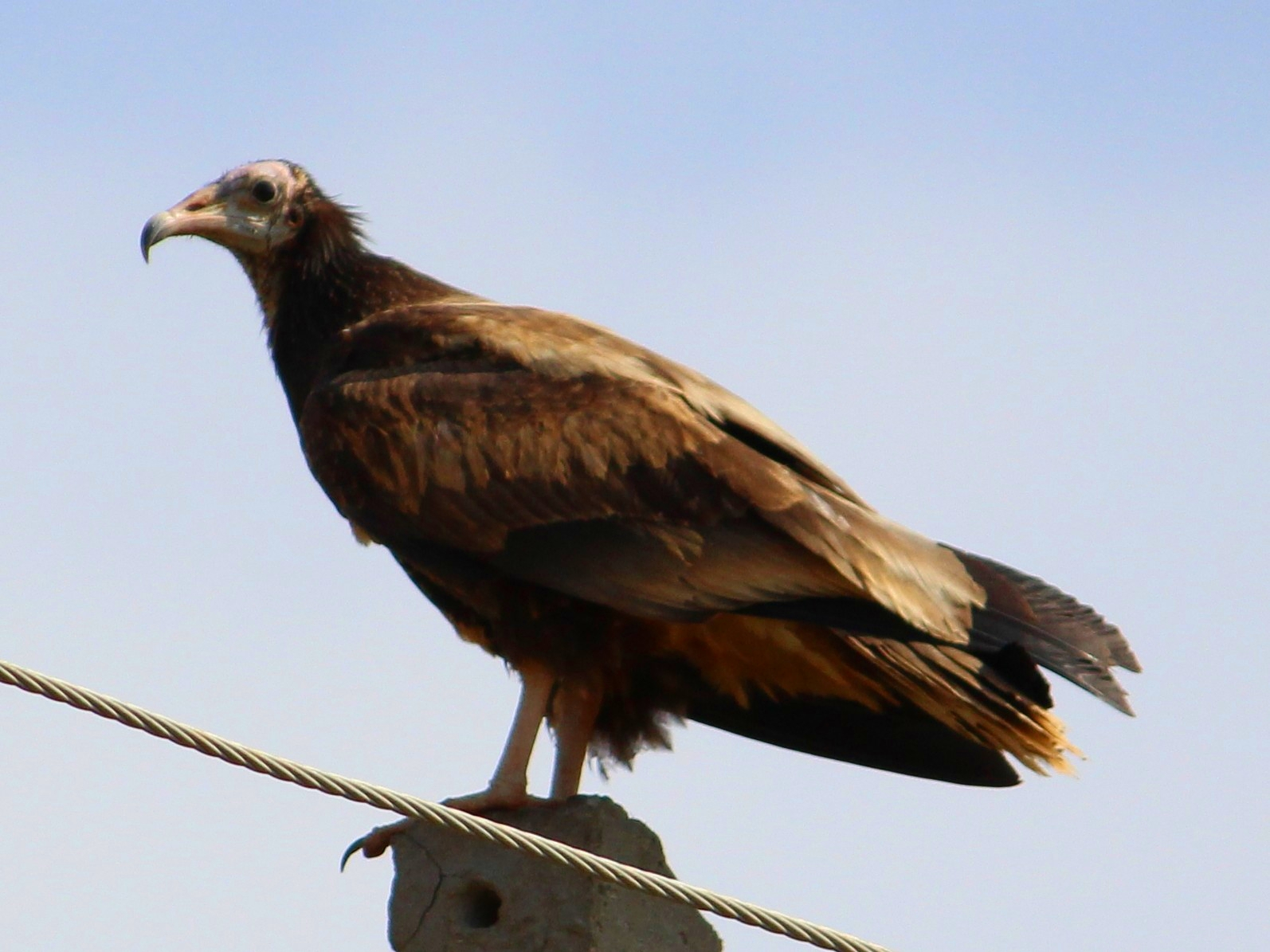
Junger Schmutzgeier

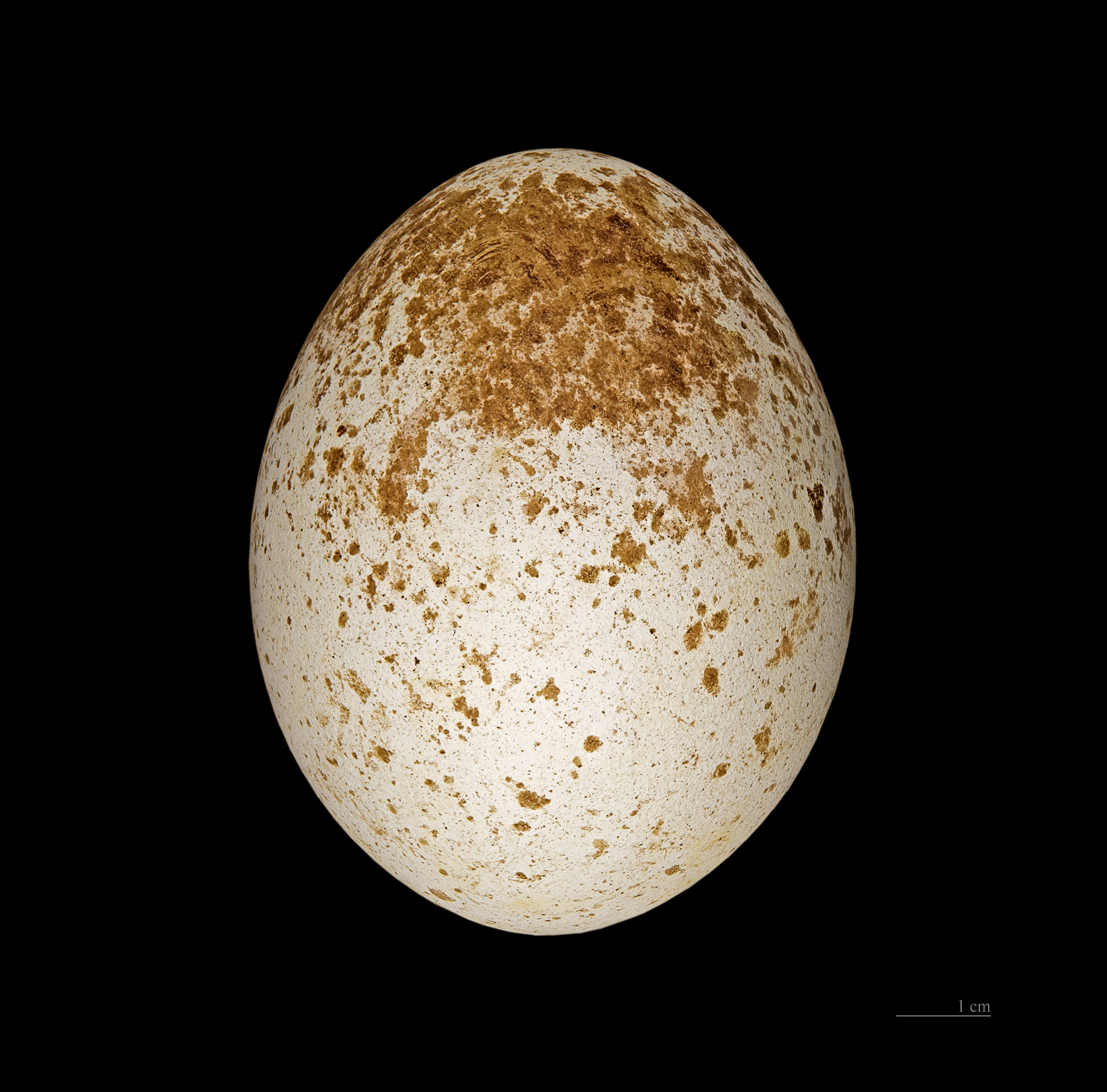
Ei eines Kappengeiers

Der Kappengeier ist ein vergleichsweise kleiner, etwa 60 cm großer Geier mit einheitlichem dunklem Hauptgefieder und einem rosaroten, überwiegend ungefiederten Kopf mit dunenbefederter Rückseite. Seine Flügelspannweite liegt zwischen 155 und 170 cm, das Gewicht beträgt 1,5 bis 2,6 kg.
Der Kappengeier kann leicht mit jungen Schmutzgeiern verwechselt werden. Im Unterschied zu diesen ist der Schwanz des Kappengeiers aber nicht zugespitzt und die Kopfbefiederung besteht nicht aus Konturfedern, sondern aus Dunen.

## Verbreitung und Lebensraum
Der Vogel ist in Afrika südlich der Sahara mit Ausnahme der tropischen Regenwälder und des äußersten Südens des Kontinents verbreitet. Das Verbreitungsgebiet erstreckt sich vom Senegal und dem äußersten Süden von Mauretanien im Westen über den Süden des Niger, des Sudan und den Südsudan bis nach Äthiopien und ins westliche Somalia und von dort über Ostafrika bis zum südlichen Mosambik und den äußersten Nordosten von Südafrika. Im Südwesten reicht das Verbreitungsgebiet bis nach Angola und den Norden Namibias.
Kappengeier leben in verschiedenen Lebensräumen z. B. in offenem Grasland, Waldsavannen, Wüsten und Küstenebenen, meiden aber dichte Wälder. Im westlichen und nördlichen Bereich ihres Verbreitungsgebietes leben sie oft in der Nähe menschlicher Siedlungen und suchen im Müll nach Nahrung. Im Süden sind sie weitaus scheuer. In Äthiopien und anderen gebirgigen Regionen wurden sie bis in Höhen von 4000 Metern beobachtet.

## Lebensweise
Im Süden ihres Verbreitungsgebietes treten die Vögel vor allem einzeln auf, im westlichen und nördlichen Bereich des Verbreitungsgebietes sind sie geselliger. Kappengeier ernähren sich vor allem von Aas und Insekten (Wanderheuschrecken, Termiten, Raupen und andere Larven). Dabei wählen sie vor allem die Kadaver kleinerer Tiere, oft im Straßenverkehr überfahrene Tiere. Morgens beginnen sie viel früher mit der Nahrungssuche als größere Geier und sind oft die Ersten am Kadaver, müssen diese Position jedoch räumen, sobald größere Aasfresser, wie Hyänen, Ohren- und Weißrückengeier ankommen. Erst wenn diese den Kadaver wieder verlassen, kann der Kappengeier mit seinem schmalen Schnabel übriggebliebene kleine Fleischstücke verwerten, die die größeren Aasfresser nicht erreichen konnten. Hin und wieder fressen Kappengeier auch Fäzes oder tote und angeschwemmte Fische. In den Randbereichen von Märkten oder Schlachthöfen warten die Vögel in Bäumen, bis die Menschen gegangen sind und sie mit der Nahrungssuche beginnen können.
In Westafrika und Kenia brüten Kappengeier das ganze Jahr über, die meisten Bruten finden jedoch von November bis Juli statt, im nordöstlichen Afrika dauert die Brutsaison von Oktober bis Juni und im südlichen Afrika von Mai bis Dezember. Das Nest hat einen Durchmesser von 50 bis 100 Zentimeter und ist 20 bis 75 Zentimeter hoch. Es besteht aus Zweigen und wird mit Blättern, Gras, Haaren, Häuten und Stofflappen gepolstert. Im Unterschied zu den meisten anderen Geiern wird es meist unterhalb der Baumwipfel errichtet. Selten brüten Kappengeier auch auf Felsvorsprüngen. Das Gelege besteht nur aus einem einzelnen Ei, das 46 bis 54 Tage lang bebrütet wird. Der Jungvogel wird nach 80 bis 130 Tagen flügge und wird danach noch weitere 3 bis 4 Monate von den Eltern gefüttert.

## Systematik
Der Kappengeier wurde 1823 durch den niederländischen Zoologen Coenraad Jacob Temminck unter der Bezeichnung Cathartes monachus erstmals wissenschaftlich beschrieben. Die Gattung Necrosyrtes wurde 1841 durch den deutschen Zoologen Constantin Gloger eingeführt. Sie ist bis heute monotypisch geblieben. Die Gattung Necrosyrtes ist die Schwestergattung von Gyps, zu der 8 der 13 Arten aus der Unterfamilie der Altweltgeier (Gypinae) gehören. Die von Gyps und Necrosyrtes gebildete Klade ist die Schwestergruppe einer von den übrigen Gattungen der Altweltgeier gebildeten Klade.
Es werden zwei Unterarten unterschieden:
- Necrosyrtes monachus monachus; von Westafrika bis zum westlichen Sudan.
- Necrosyrtes monachus pileatus; im östlichen Sudan, Äthiopien, Ostafrika, Angola und im südlichen Afrika. Etwas größer als die Nominatform, größere Flügelspannweite, längerer Schwanz, aber schmalerer Schnabel.[3]

## Gefährdung
Die IUCN stuft den Kappengeier als vom Aussterben bedroht (critically Endangered) ein. Mit einer geschätzten Population von etwa 130.000 ausgewachsenen Exemplaren (2021) ist die Art zwar noch recht individuenreich, der Bestand nimmt jedoch außergewöhnlich schnell ab. Die Hauptgründe sind der Verlust und die Zerstörung der Lebensräume, wahllose Vergiftungen, Jagd zur Nahrungsgewinnung oder zur Gewinnung traditioneller Medizin, sowie Stromschläge. Man erwartet einen Bestandsrückgang von über 80 % innerhalb der nächsten drei Generationen.